# Marzyana Corona
La Marzyana Corona è una struttura geologica della superficie di Venere.